# Marie-Yasmine Alidou
Marie-Yasmine Alidou D’Anjou (* 28. April 1995 in Montreal, Québec) ist eine kanadische Fußballspielerin.

## Karriere

### Vereine
In ihrer Jugend spielte sie unter anderem bei CS St-Hubert und FC St-Leonard, in ihrer Zeit am College spielte sie für die Mannschaft der UQAM Citadins.
Ihre erste Station danach war im Jahr 2017 in Frankreich bei Olympique Marseille. Nach dem Abstieg ihrer Mannschaft schloss sie sich 2018 dem Linköpings FC in Schweden an, für den sie die Saison 2018 zu Ende spielte. Im Sommer 2019 ging es für sie nach Spanien, wo sie für Sporting Huelva spielte. Nach dem Saisonende 2019/20 fand sie mit etwas Verzögerung in Norwegen mit Klepp IL einen neuen Klub. Nach mehr als einem Jahr wechselte sie im Februar 2022 nach Österreich, wo sie für Sturm Graz spielte. Ihre Zeit dort dauerte nur bis zum August des Jahres, seitdem ist sie in Portugal beim FC Famalicão aktiv.

### Nationalmannschaft
Bei der Universiade 2017 war sie Teil der kanadischen Mannschaft. Ihr Debüt für die A-Nationalmannschaft machte sie am 23. Februar 2022 beim Arnold Clark Cup 2022 gegen Spanien.
Im Juni 2023 wurde sie für den vorläufigen Kader für die Endrunde der Weltmeisterschaft 2023 nominiert.